# Kees de Kruijff

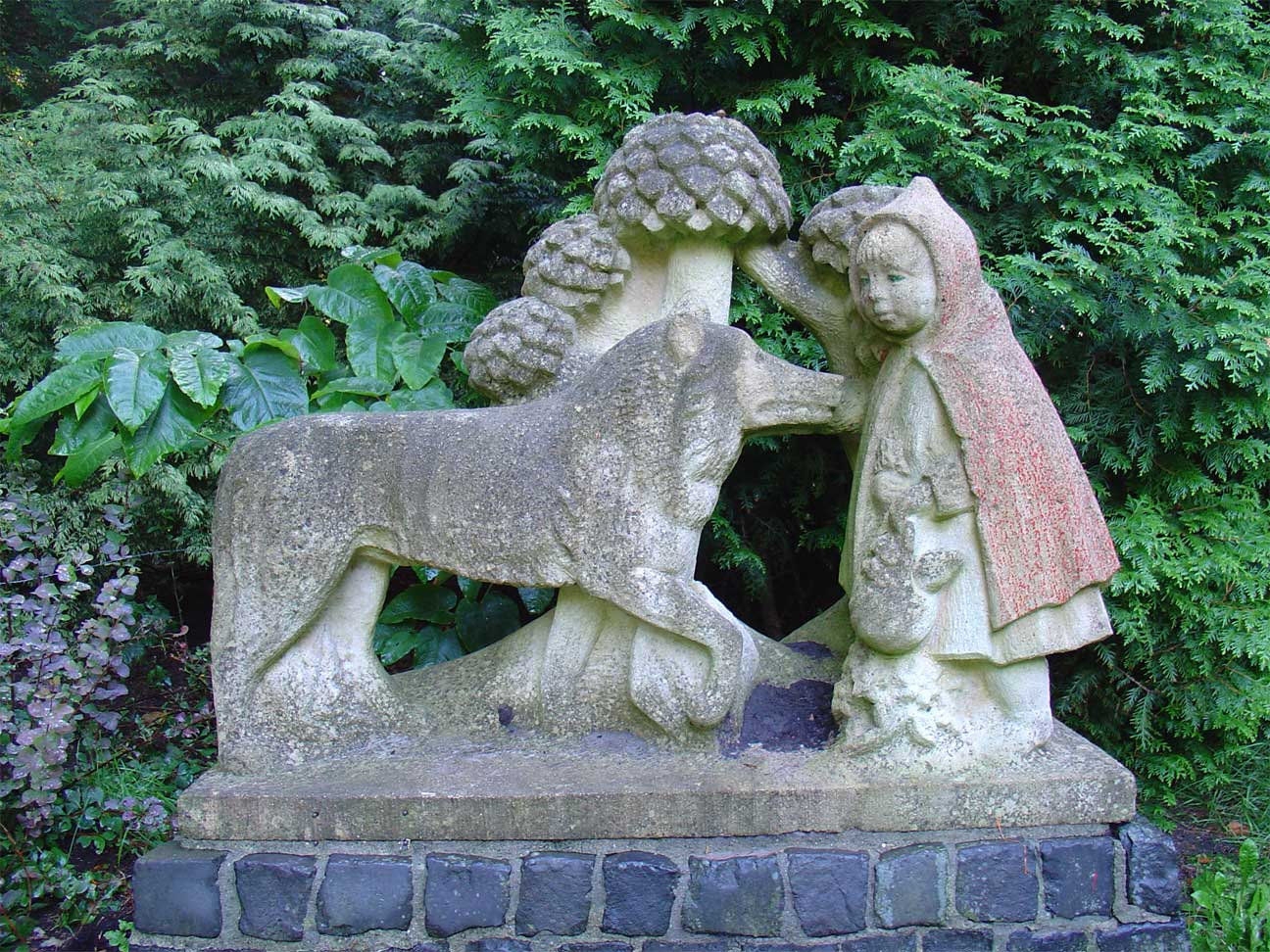
Roodkapje en de wolf, Julianapark in Stadskanaal (1959)

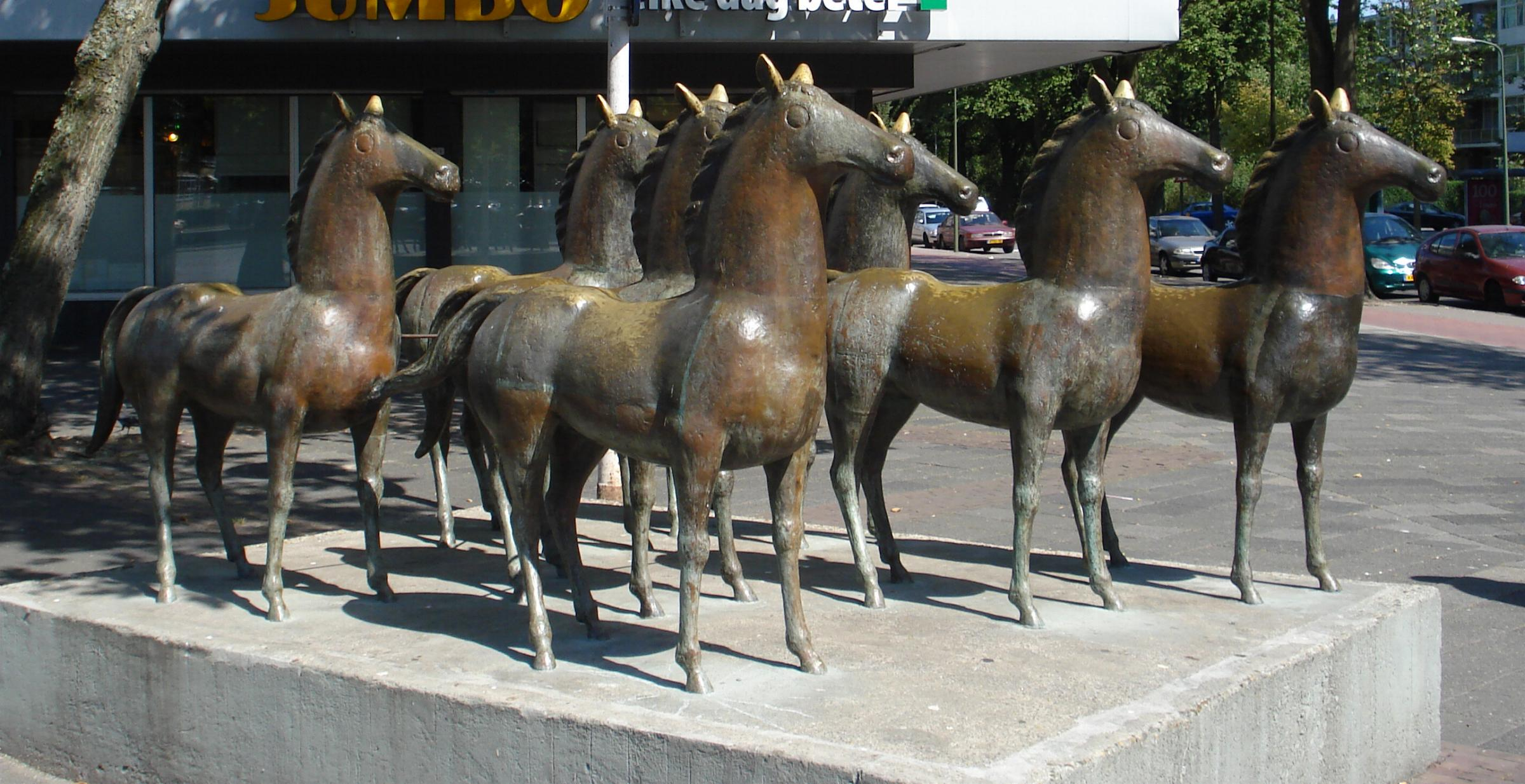
Zeven paarden in Den Haag

Kees de Kruijff (Den Haag, 12 januari 1905 - aldaar, 14 juni 1978) was een Nederlandse beeldhouwer.

## Leven en werk
Werk van De Kruijff is onder meer te vinden in het landgoed Arendsdorp in Den Haag, in het winkelcentrum De Stede in de Haagse woonwijk Escamp en in het Julianapark in Stadskanaal.
Het Kunstmuseum Den Haag heeft zijn beeld Hoela Hoep (1958) in haar collectie.

## Werken (selectie)
- Groep van 7 paarden - Den Haag (1975)
- Roodkapje en de wolf - Stadskanaal (1959)
- Edelhert - Den Haag (1939)